# La Reine Charlotte : Un chapitre Bridgerton
La Reine Charlotte : Un chapitre Bridgerton (Queen Charlotte: A Bridgerton Story) est une mini-série américaine en six épisodes d'environ 58 minutes créée par Shonda Rhimes et mise en ligne le 4 mai 2023 sur Netflix.
Série dérivée de La Chronique des Bridgerton, elle est un préquel se concentrant sur la jeunesse et l'arrivée au pouvoir de la reine Charlotte.

## Synopsis
La série décrit la vie de la jeune reine Charlotte qui découvre peu à peu la folie de son mari, le roi George III.

## Distribution
Sauf indication contraire, les informations mentionnées dans cette section peuvent être confirmées par la base de données cinématographiques IMDb,  présente dans la section « Liens externes ».

### Acteurs principaux
- Golda Rosheuvel (VF : Sophie Riffont) : la reine Charlotte
  - India Amarteifio (VF : Mélissa Berard) : la reine Charlotte, jeune
- Adjoa Andoh (VF : Annie Milon) : Lady Danbury 
  - Arsema Thomas (VF : Aurélie Konaté) : Lady Danbury, jeune
- Ruth Gemmell (VF : Martine Irzenski) : Lady Violet Bridgerton, la vicomtesse Bridgerton
  - Connie Jenkins-Greig (VF : Lisa Caruso) : Violet Ledger, jeune
- Hugh Sachs : Brimsley, le secrétaire particulier de la reine Charlotte
  - Sam Clemmett (VF : Gauthier Battoue) : Brimsley, jeune
- Michelle Fairley (VF : Véronique Augereau) : la princesse Augusta
- Corey Mylchreest (VF : Jim Redler) : le roi George III, jeune
- Freddie Dennis (VF : Julien Crampon) : Reynolds
- Julie Andrews (VF : Frédérique Tirmont) : Lady Whistledown, la narratrice (voix)

### Acteurs récurrents
- Richard Cunningham (VF : Patrice Dozier) : Lord Bute
- Tunji Kasim (VF : Théo Frilet) : Adolphe IV, duc de Mecklembourg
- Cyril Nri (VF : Rody Benghezala) : Lord Danbury
- Peyvand Sadeghian (VF : Antonella Colapietro) : Coral
- Ryan Gage (VF : Lucas Bléger) : George IV, prince de Galles
- Joshua Riley : Adolphe de Cambridge
- Jack Michael Stacey : le prince Édouard, duc de Kent
- Seamus Dillane (VF : Benjamin Marin) : le prince Guillaume IV
- Neil Edmond : le vicomte Simon Harcourt
- Keir Charles (VF : Arnaud Arbessier) : Lord Ledger, le père de Violet
- Guy Henry (VF : Laurent Natrella) : Dr Munro

### Invités
- Sabina Arthur (VF : Julia Dorval) : la princesse Élisabeth
- Ben Cura : le prince Auguste
- Katie Brayben (VF : Adeline Moreau) : Vivian Ledger, la mère de Violet
- James Fleet : le roi George III, adulte
- Lemar : Lord Smythe-Smith

 Source et légende : version française (VF) sur RS Doublage

## Production
À la suite du succès de la série La Chronique des Bridgerton , un spin-off sous forme d'une mini-série centrée sur les jeunes années de la reine Charlotte, de Violet Bridgerton et de lady Danbury est commandé. Shonda Rhimes signe le scénario et assure la production exécutive de la série, au côté de Betsy Beers et Tom Verica. En septembre 2022, Netflix dévoile le titre, Queen Charlotte: A Bridgerton Story, un teaser et une date de sortie pour 2023. La production révèle également à cette occasion qu'India Amarteifio interprètera la jeune reine Charlotte et Corey Mylchreest le jeune roi George III,,.

### Tournage
La production a commencé le 6 février 2022, sous le titre provisoire Jewels, et devait se terminer en mai 2022. Le réalisateur Tom Verica a confirmé que le tournage avait commencé le 28 mars 2022,. Le tournage s'est terminé le 30 août 2022.

## Épisodes
1. Un destin de reine (Queen to Be)
2. Quelle lune de miel ! (Honeymoon Bliss)
3. Les Jours pairs (Even Days)
4. Auprès du roi (Holding the King)
5. La Refloraison (Gardens in Bloom)
6. Les Bijoux de la couronne (Crown Jewels)